# Plethodon ocmulgee
Plethodon ocmulgee — вид хвостатих амфібій родини Безлегеневі саламандри (Plethodontidae). Вид є ендеміком США, де зустрічається лише у штаті Джорджія в окрузі Вілер. Ареал приурочений до басейну річки Окмалгі. Тіло завдовжки 7 см.